# Длга
Длга (мкд. Д'лга) насеље је у Северној Македонији, у северном делу државе. Длга припада општини Куманово.

## Географија
Длга је смештена у северном делу Северне Македоније. Од најближег града, Куманова, село је удаљено 20 km јужно.
Насеље Длга се налази у историјској области Блатија. Село је смештено на источним брдима изнад долине реке Пчиње, на приближно 290 метара надморске висине. Југоисточно од села издиже се Градиштанска планина.
Месна клима је континентална.

## Становништво
Длга је према последњем попису из 2002. године била без становника, као и на попису из 1994. године.
Већинско становништво у насељу били су Турци.
Претежна вероисповест месног становништва било је ислам.